# أماندا سفينسون
أماندا سفينسون (بالسويدية: Amanda Svensson)‏ هي كاتِبة سويدية، ولدت في 5 يونيو 1987.